# Новые Берёзки
Новые Берёзки — деревня в Кимрском районе Тверской области России. Входит в состав Горицкого сельского поселения.

## История
В 1966 году указом президиума ВС РСФСР деревня Кривоногово переименована в Новые Берёзки.

## Население
| 2008 | 2010 |
| ---- | ---- |
| 4    | ↗6   |